# Stand in the Schoolhouse Door

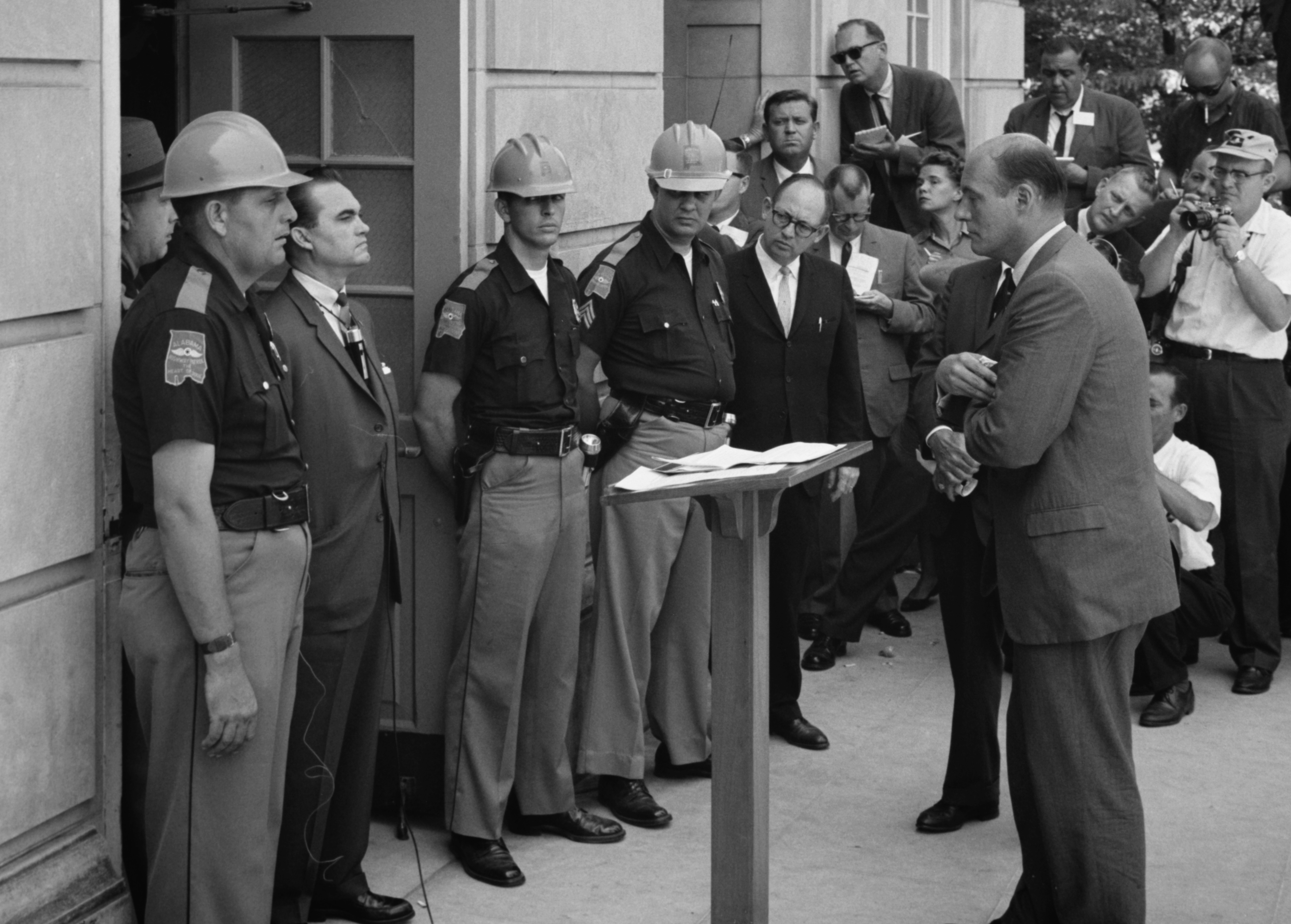
George Wallace (trzeci od lewej) blokujący wejście do Auditorium Forestera, naprzeciwko niego Nicholas Katzenbach

Stand in the Schoolhouse Door – jednoosobowa manifestacja, która odbyła się w dniu 11 czerwca 1963 r. pomiędzy godziną 11:00 a 15:30, mająca formę strajku okupacyjnego, przed wejściem do Audytorium Fostera Uniwersytetu Alabamy w Tuscaloosa. Pomimo iż w pobliżu budynku zebrało się ponad 1000 osób, jedynym protestującym był George Wallace, nowo wybrany gubernator stanu Alabama. W symbolicznym geście blokowania drzwi wejściowych do budynku uniwersytetu wyrażał sprzeciw wobec desegregacji w szkołach, uniwersytetach i innych jednostkach systemu edukacji. Zastawiając wejście do budynku, uniemożliwiał dwójce afroamerykańskich uczniów, Vivian Malone i Jamesowi Hoodowi, dopełnienie formalności związanych z przyjęciem na studia. Gest był związany z obietnicą, jaką George Wallace złożył w dniu inauguracji urzędu, zakładającą utrzymanie segregacji w systemie oświatowym, wyrażoną słowami „segregacja dziś, segregacja jutro, segregacja zawsze”.
Protest jest uznawany za jednoosobową manifestację, choć początkowo Wallace’owi w manifestacji towarzyszyło przynajmniej 4 podkomendnych, będących funkcjonariuszami alabamskiej Gwardii Narodowej. W czasie trwania protestu prezydent Stanów Zjednoczonych Ameryki John F. Kennedy wydał rozporządzenie nr 11111, federalizujące alabamską Gwardię Narodową i ustanowił nad gwardią zwierzchnictwo ówczesnego sekretarza obrony, Roberta McNamary. Sekretarz obrony wyznaczył na dowódcę gwardii generała majora rezerwy Henry'ego V. Grahama. Nowy dowódca wydał rozkaz opuszczenia miejsca manifestacji umundurowanym, ale nieuzbrojonym gwardzistom, przez co protest stał się faktycznie jednoosobowy.

## Przebieg protestu
W 1963 roku na zajęcia prowadzone przez Uniwersytet Alabamy zgłosiło się troje czarnoskórych uczniów o kwalifikacjach wystarczających do dalszej nauki: Vivian Malone z Mobile, James Hood z Gadsden i Dave McGlathery z Huntsville. Pierwotnie ich aplikacje zostały odrzucone, bez formalnej przyczyny. Władze uniwersytetu twierdziły, że jest prawdopodobne, iż uczniowie mają konflikt z prawem. Na początku czerwca sędzia federalny wydał nakaz przyjęcia studentów na zajęcia Summer’s school i zakazał gubernatorowi Wallace’owi ingerencji w tę i w przyszłe rekrutacje. Do dnia 11 czerwca dwoje z dopuszczonych uczniów, Malone i Hood, dopełniło większość formalności związanych z rozpoczęciem nauki, poza uiszczeniem opłaty wpisowej i zameldowaniem w akademiku. Opłatę należało uiścić w budynku Audytorium Forestera.
Już wcześniejsze pojawienie się czarnoskórych uczniów na uniwersytecie, w celu załatwienia formalności, było relacjonowane w mediach. Także przed tym wydarzeniem prasa została poinformowana, prawdopodobnie przez osoby związane z uniwersytetem, że w tym dniu uczniowie dopełnią formalności związanych z przyjęciem do szkoły letniej. W odpowiedzi na doniesienia Wallace zapowiedział zatrzymanie Malone i Hooda, by nie dopuścić do zakończenia procesu rekrutacji. W związku z tym amerykańskie władze wysłały na teren uniwersytetu Nicolasa Katzenbacha, ówczesnego zastępcę prokuratora generalnego. Po przybyciu Katzenbach zastał przed wejściem do budynku Wallace’a wraz z czterema gwardzistami. Początkowo, by nie dopuścić do konfrontacji, Katzenbach rozważał pominięcie formalności w Audytorium Forestera i skierowanie uczniów bezpośrednio do akademików. Niedługo potem przed wejściem do audytorium zebrali się licznie reporterzy i fotoreporterzy oraz około 1000 innych osób, do których zaczął przemawiać Wallace. Towarzyszyli mu nieuzbrojeni gwardziści oraz współpracownicy, którzy dbali o odpowiednie nagłośnienie.

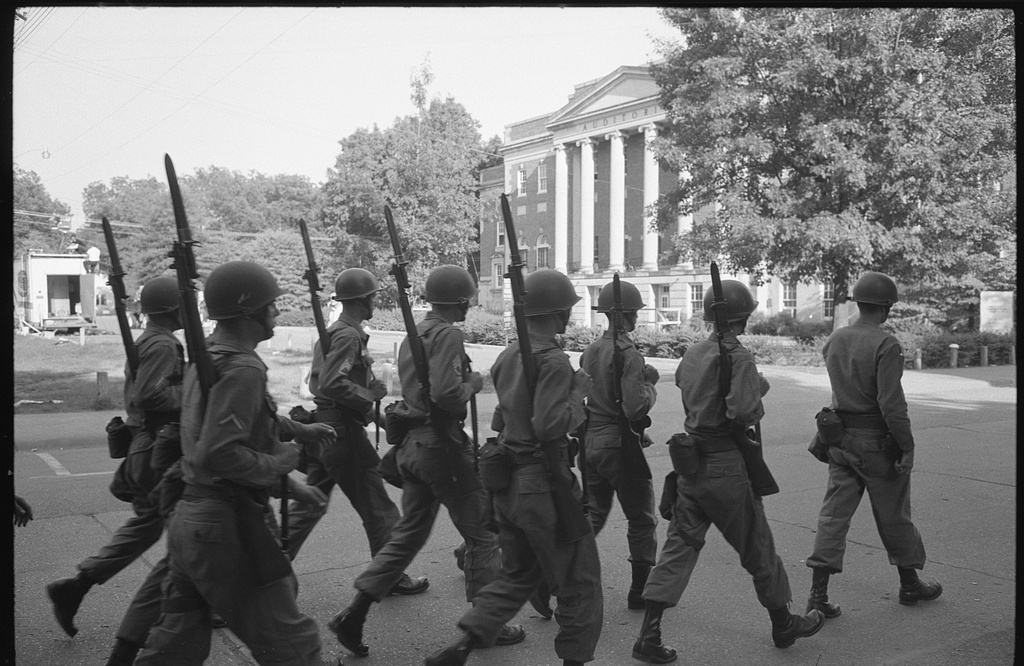
Alabamska Gwardia Narodowa na terenie kampusu Uniwersytetu Alabamy w dniu 11 czerwca 1963

W związku z zainteresowaniem mediów, do protestującego podszedł Katzenbach, wraz z oficerami US Marshal, który przekazał proklamację prezydenta J.F. Kennedy’ego, będącą wezwaniem do opuszczenia przez Wallace’a i inne osoby drogi prowadzącej do budynku. W odpowiedzi Wallace zapowiedział, że nie ustąpi, i wygłosił przemówienie polityczne. Katzenbach poinformował gwardzistów o zmianie zwierzchnictwa nad stanową Gwardią Narodową, co poskutkowało ustąpieniem gwardzistów.
Protest był kontynuowany przez około 4 godziny – do momentu pojawienia się generała majora rezerwy Henry’ego V. Grahama. W tym czasie Malone i Hood zostali zabrani do akademika i do kantyny na posiłek. Nowy zwierzchnik Gwardii Alabamy przybył na miejsce wraz z około 100 gwardzistami uzbrojonymi w broń palną, w tym w karabiny M-1 z bagnetami. Wydał on Wallace’owi polecenie odsunięcia się oraz zagroził użyciem siły. Po tym wezwaniu Wallace wygłosił przemówienie, a następnie odszedł, umożliwiając tym samym wejście do budynku.

## Kontrowersje

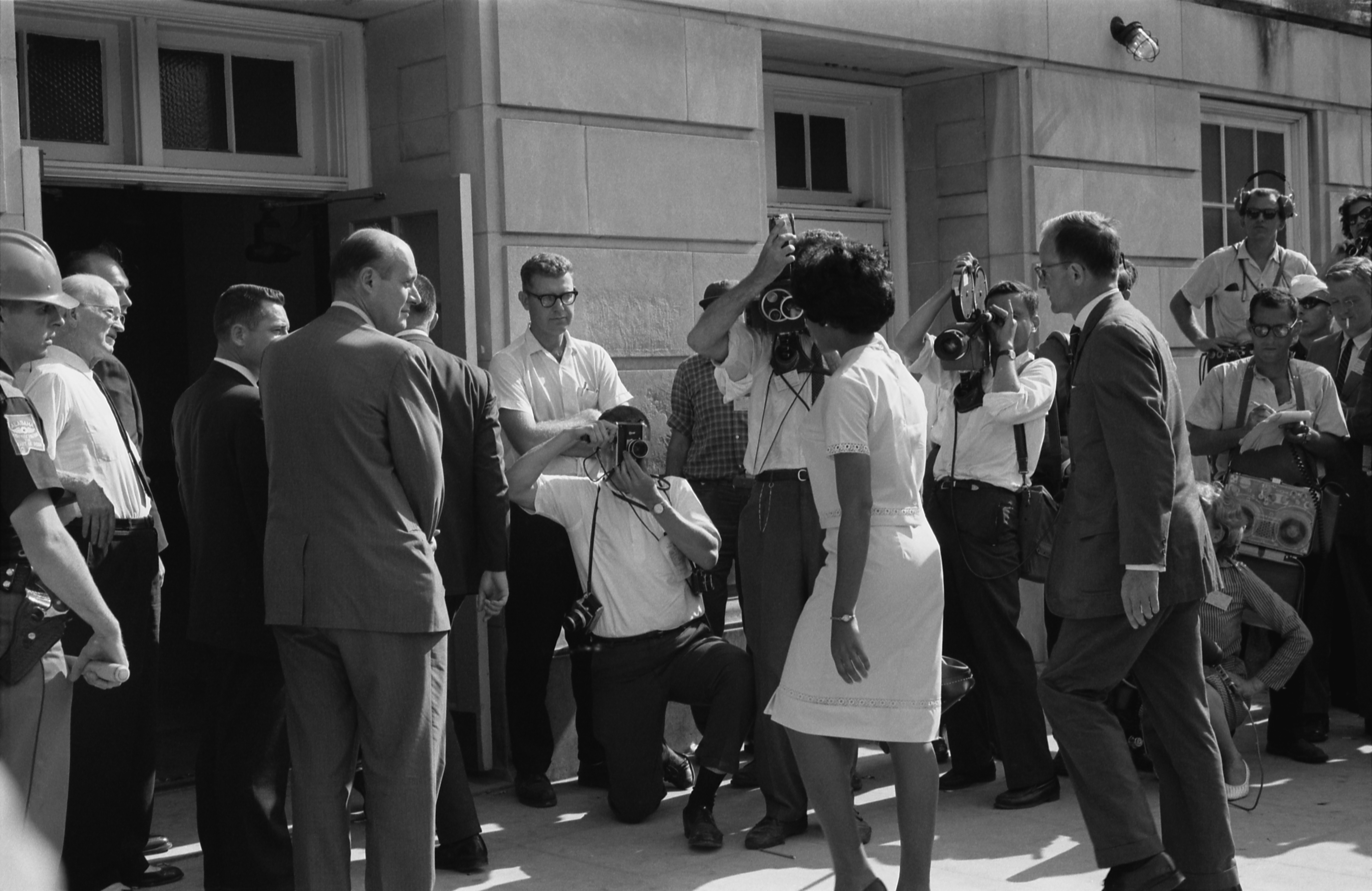
Vivian Malone wchodzi do budynku bezpośrednio po zakończeniu protestu. Scena ta została odtworzona w filmie Forrest Gump.

W samym wydarzeniu nie wzięli udziału przedstawiciele władz uczelni, odnotowana została zwłaszcza nieobecność rektora Franka Rose. Według ówczesnych doniesień prasowych, władze oficjalnie nie zajęły stanowiska w momencie rozpoczęcia protestu, a rektor wraz z innymi osobami obserwował wydarzenia z biura trenera jednej z drużyn sportowych, w znajdującym się naprzeciwko budynku. W relacjach obecnych na miejscu dziennikarzy zachowanie Franka Rose jest określane jako dezercja lub unik.
Już po rozpoczęciu protestu dwóch starszych od Grahama stopniem oficerów alabamskiej Gwardii Narodowej zostało przez sekretarza obrony oddelegowanych do innych zadań. Dzięki temu generał major Henry V. Graham otrzymał niekwestionowane dowództwo nad uzbrojonymi gwardzistami, znajdującymi się na terenie uczelni. W ówczesnych komentarzach tego wydarzenia podkreślano, że nowy dowódca był formalistą podporządkowanym zwierzchnikowi, którym, po usunięciu starszych oficerów, był przedstawiciel amerykańskiej władzy centralnej. Takie działanie administracji Prezydenta Kennedy'ego miało świadczyć o dopuszczeniu rozwiązań siłowych, w tym użyciu broni palnej.
Na krótko przed konfrontacją z dowódcą gwardii Wallace przekazał Katzenbachowi wiadomość, że jest gotowy ustąpić, ale pod warunkiem umożliwienia wygłoszenia jeszcze jednego oświadczenia. Katzenbach zgodził się na to.

## Wydarzenia późniejsze

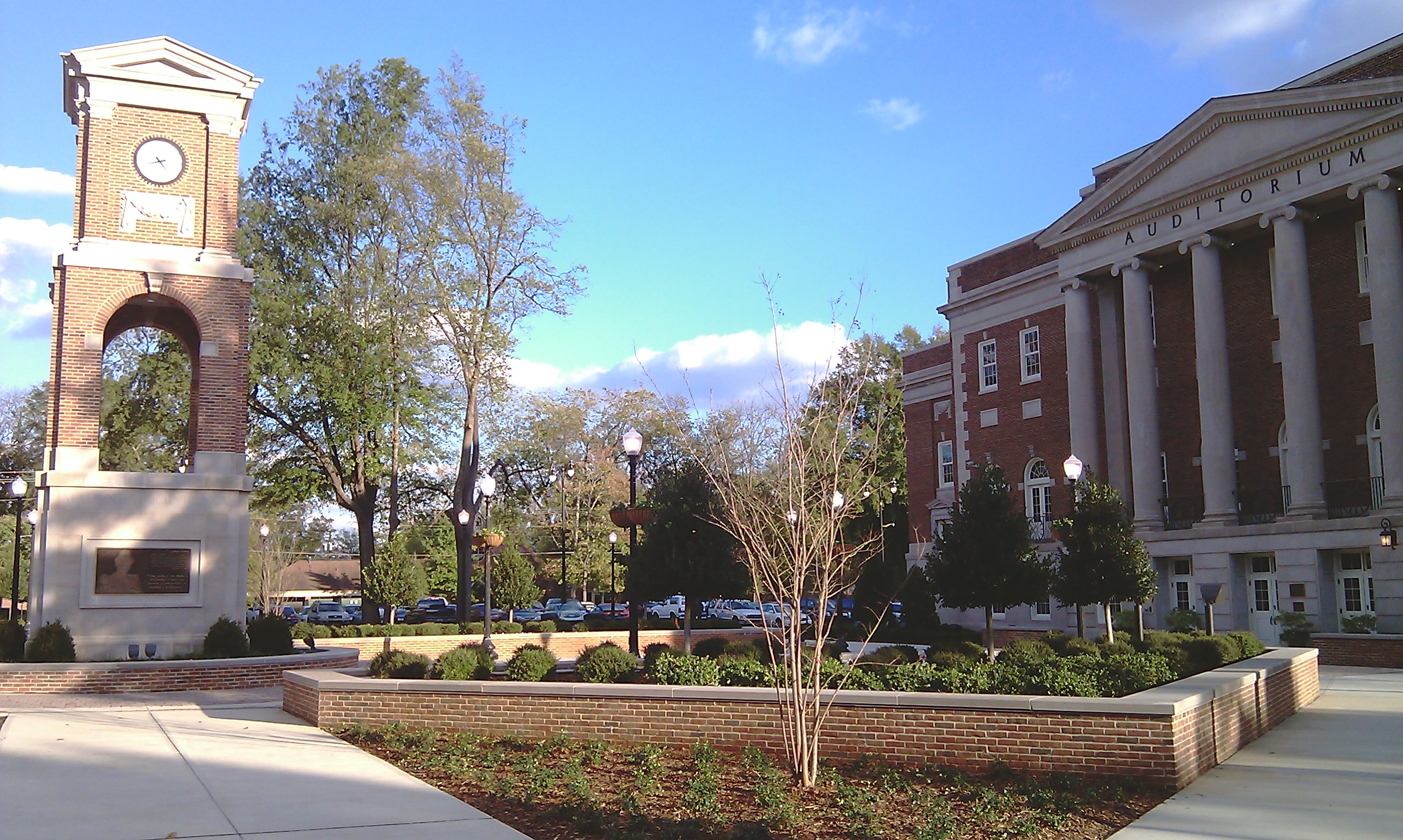
Malone-Hood Plaza oraz Auditorium Fostera Uniwersytetu Alabamy (z prawej)

Po zakończeniu protestu Malone i Hood zakończyli rejestrację, a następnie udali się do akademika. Tam zostali zakwaterowani, w dwóch osobnych akademikach, ale wśród białej młodzieży. W holu akademika, w którym nocowała Malone, noc spędził również generał Graham oraz jego córka, będąca również studentką uniwersytetu. Na terenie Uniwersytetu pozostała również część gwardzistów, czemu sprzeciwiał się Wallace.
Do władz uniwersytetu dotarła wiadomość o podłożeniu bomby w akademiku, w którym nocowała Malone, ale alarm okazał się fałszywy.
Vivan Malone została pierwszą czarnoskórą absolwentką Uniwersytetu Alabamy. James Hood opuścił uniwersytet po dwóch miesiącach, to jest po zakończeniu szkoły letniej.
Plac przed Audytorium Forestera otrzymał nazwę Malone-Hood Plaza.

## Odniesienia w popkulturze
Protest został szczegółowo przedstawiony w filmie dokumentalnym Roberta Drew z 1963 roku Crisis: Behind a Presidential Commitment.
Odniesie do protestu znajduje się w filmie Forrest Gump z 1994 r., w którym przedstawione jest zakończenie protestu. W scenie tej Vivian Malone, wchodząc do Audytorium, upuszcza zeszyt, a tytułowy bohater podnosi go i przekazuje uczennicy.
Protest jest głównym motywem filmu / mini serialu George Wallace z 1997 r., z Garym Siniesem i Angeliną Jolie w rolach głównych.
Bezpośrednim nawiązaniem do wydarzeń z 11 czerwca 1963 r. jest 3 zwrotka piosenki Boba Dylana The Times They Are a-Changin’ z 1964 r. zawierająca tekst: Come senators, congressmen / Please heed the call / Don’t stand in the doorway / Don’t block up the hall....